# Головченко Володимир Терентійович
Володи́мир Тере́нтійович Голо́вченко (16 листопада 1921, Степківка  — 23 березня 1945, Нойдамм) — командир взводу танків Т-34 1-го танкового батальйону 220-ї окремої танкової Гатчинської Червонопрапорної бригади, старший лейтенант. Герой Радянського Союзу (1945).

## Біографія
Володимир Терентійович Головченко народився 16 листопада (за іншими даними — 5 квітня) 1921 року в селі Степківка, нині Первомайського району Миколаївської області, в селянській родині. Українець. Після закінчення семирічки працював в місцевому колгоспі трактористом. В 1940 році закінчив Зинов'євський технікум механізації та електрифікації сільського господарства.
До лав РСЧА призваний 7 липня 1941 року. Учасник Другої Світової війни з 1941 року. Воював на Ленінградському, Волховському та 1-му Білоруському фронтах.
Спочатку проходив військову службу у 503-му окремому танковому батльйоні. У червні 1942 року в Ленінграді було сформовано 220-у окрему танкову бригаду, до якої зараховано і лейтенанта Головченка. 26 січня 1944 року брав активну участь у визволенні міста Гатчина і прориві блокади Ленінграда. З 10 по 20 червня 1944 року брав участь у Виборзькій наступальній операції. Після вигнання ворога з Карельського перешийка та визволення Виборга, 220-а танкова бригада перекидається в Польщу, де входить до складу 5-ї ударної армії 1-го Білоруського фронту. На початку січня 1945 року одним з перших форсував Віслу південніше Варшави.
На початку лютого 1945 року передові частини 5-ї ударної армії вийшли до Одера і північніше Кюстрина захопили плацдарм на лівому березі річки. В цих боях брав участь і старший лейтенант Головченко зі своїми танкістами, допомагаючи стрілецьким підрозділам розширяти плацдарм і відбивати атаки ворога.
22 березня 1945 року взводу старшого лейтенанта Головченка доручено провести розвідку боєм оборони німців на заодерських плацдармах. По розмінованим саперами проходам танкісти Головченка пішли в атаку. Зі сторони противника по ним відкрили артилерійський вогонь з гармат і замаскованих самоходок. Проте танкісти вже прорвались до першої лінії траншей ворога і прийнятись її прасувати гусеницями, одночасно ведучи вогонь по виявленим пунктам оборони за першою лінією. Захоплені боєм, танкісти Головченка прорвались до другої траншеї гітлерівців. Після кількох попадань в танк Головченка, в ньому з'явився дим. Екіпаж було поранено, а сам командир контужений. Проте він не полишив поле бою. Закидавши гранатами ворожих піхотинців, Головченко разом з механіком-водієм пересів в другий танк і продовжував атаку на опорний пункт ворога. На повному ходу увірвавшись в бетоноване укріплення гітлерівців, знищив батарею і близько взвода німецьких солдат і офіцерів. Після третього попадання в танк загинув механік-водій. Старший лейтенант Головченко сів на його місце і направив танк на інший ворожий ДОТ. З КП танкового батальйону було видно, як палаюча «тридцятьчетвірка» продовжувала чавити гусеницями ворожі позиції, доки не вибухнув боєзапас, що в ній залишився.
За виключну мужність і героїзм, виявлені в боях з німецькими загарбниками, і розширення плацдарму на підступах до Берліна, Указом Президії Верховної Ради СРСР від 31 травня 1945 року командиру танкового взвода 220-ї окремої Гатчинської Червонопрапорної танкової бригади старшому лейтенанту Головченку Володимиру Терентійовичу посмертно присвоєно звання Героя Радянського Союзу.
23 березня 1945 року в братській могилі на північній окраїні міста Нойдамм були поховані командир роти 1-го танкового батальйону капітан Головач Я. П., командир роти 3-го танкового батальйону Герой Радянського Союзу лейтенант Зверєв В. В., командир взводу 1-го танкового батальйону старший лейтенант Головченко В. Т., командири танків молодші лейтенанти Биков С. П., Шарапов С. В. та члени їх екіпажів.

## Нагороди
- медаль «Золота Зірка» Героя Радянського Союзу (31.05.1945).
- орден Леніна (31.05.1945).
- орден Олександра Невського (07.02.1945).
- орден Вітчизняної війни 1-го ступеня (02.02.1945).
- орден Червоної Зірки (28.01.1944).
- медаль «За оборону Ленінграда» (28.08.1943).

## Пам'ять
Постановою Ради міністрів УРСР від 5 серпня 1967 року Степківській середній школі присвоєно ім'я Героя Радянського Союзу В. Т. Головченка.
Ім'ям Героя названо вулиці в місті Первомайську та в селі Степківка Первомайського району.
У Кропивницькому, на будівлі технікуму механізації сільського господарства встановлено меморіальну дошку В. Т. Головченку.